# Juin 1867

## Événements
- 6 juin : le tsar de Russie Alexandre II et Napoléon III échappent à la tentative d'assassinat de Berezowski, au Bois de Boulogne, à Paris. Cet attentat entraîne une brouille avec la Russie.

- 8 juin : François-Joseph accepte de se faire couronner à Pest roi de Hongrie (fin en 1790).

- 15 juin : les troupes républicaines du général Porfirio Díaz occupent Mexico.

- 19 juin : l'archiduc Maximilien, placé par Napoléon III, empereur du Mexique, et ses généraux sont fusillés aux portes de Querétaro.

- 25 juin : la France annexe les trois provinces (Cochinchine) concédées par l'Annam en 1862. Les officiers Ernest Doudart de Lagrée et Francis Garnier poursuivent l’exploration du Mékong et s’aperçoivent vite de son utilité pour le commerce.

## Naissances
- 8 juin : Frank Lloyd Wright, architecte américain († 1959).
- 24 juin : Juan Gómez de Lesca, matador espagnol († 15 octobre 1896).